# Mantoche
Mantoche ist eine Gemeinde im französischen Département Haute-Saône in der Region Bourgogne-Franche-Comté.

## Geographie
Mantoche liegt auf einer Höhe von 195 m über dem Meeresspiegel, sechs Kilometer südwestlich von Gray und etwa 38 Kilometer ostnordöstlich der Stadt Dijon (Luftlinie). Das Dorf erstreckt sich im äußersten Westen des Départements, in der Ebene von Gray, am westlichen Ufer der Saône.
Die Fläche des 16,58 km² großen Gemeindegebiets umfasst einen Abschnitt des mittleren Saône-Tals. Die Saône fließt hier mit großen Mäandern durch eine ungefähr 3 km breite Alluvialniederung, die durchschnittlich auf 190 m liegt. Sie ist kanalisiert und zur Wasserstraße ausgebaut; unterhalb von Mantoche befindet sich ein Schleusenwerk. Die große Schleife von Mantoche wird durch einen Seitenkanal (Dérivation d'Apremont) abgeschnitten. Die Saône und ihr Seitenkanal bilden die östliche und südliche Gemeindegrenze. Die nördliche Abgrenzung liegt im Bereich der Soufroide, eines rechten Zuflusses der Saône. In der Talebene herrscht landwirtschaftliche Nutzung vor.
Vom Flusslauf erstreckt sich das Gemeindeareal westwärts über die Talaue und einen relativ sanft ansteigenden Hang, der durch verschiedene kurze Tälchen untergliedert ist, bis auf die angrenzende Hochfläche. Diese besteht aus einer Wechsellagerung von kalkigen und sandig-mergeligen Sedimenten des oberen Jura und des Tertiär. Das Plateau ist überwiegend waldbedeckt. Auf einer Kuppe im Bois de Mantoche wird mit 249 m die höchste Erhebung von Mantoche erreicht. Ganz im Westen reicht der Gemeindeboden bis in die Talung des Ruisseau d'Échalonge, der hier zu einem langgezogenen Weiher aufgestaut ist.
Zu Mantoche gehört der Weiler Passirey (197 m) im Tal der Soufroide. Nachbargemeinden von Mantoche sind Nantilly im Norden, Gray-la-Ville, Velet und Esmoulins im Osten, Apremont und Essertenne-et-Cecey im Süden sowie Autrey-lès-Gray und Poyans im Westen.

## Geschichte
Das Gemeindegebiet von Mantoche war vermutlich seit dem frühen Neolithikum ununterbrochen besiedelt. Bei Mantoche befanden sich zwei Furten zur Querung der Saône, was der Lokalität schon früh eine gewisse Bedeutung verlieh. Verschiedene Fundstücke aus der Bronzezeit und der Hallstattzeit wurden ausgegraben. Eine Siedlung und die Überreste einer gallorömischen Villa (mit Mosaiken) sind aus dem 1. Jahrhundert nach Christus nachgewiesen.
Die Siedlung Mantoche wurde 947 von den Ungarn zerstört. Im Mittelalter gehörte das Dorf zur Freigrafschaft Burgund und darin zum Gebiet des Bailliage d’Amont. Die lokale Herrschaft hatten zunächst die Herren von Autrey, seit dem 13. Jahrhundert die Familie Vergy inne. Auch das Kloster Theuley hatte Grundbesitz in Mantoche. Im Jahr 1569 wurde das Dorf von Truppen des Herzogs von Zweibrücken in Mitleidenschaft gezogen. Zusammen mit der Franche-Comté gelangte Mantoche mit dem Frieden von Nimwegen 1678 definitiv an Frankreich. Seit Anfang 2008 ist Mantoche Mitglied des 14 Ortschaften umfassenden Gemeindeverbandes Communauté de communes des Quatre Vallées.

## Sehenswürdigkeiten
Die einschiffige Dorfkirche von Mantoche wurde von 1716 bis 1730 neu erbaut und besitzt einen mächtigen Glockenturm. In den Neubau wurde die romanische Seitenkapelle Saint-Nicolas des mittelalterlichen Vorgängerbaus aus dem 12. Jahrhundert integriert. Zur reichen Innenausstattung gehören ein Hochaltar (18. Jahrhundert), verschiedene Statuen aus dem 17. und 18. Jahrhundert sowie ein Madonnenbild (18. Jahrhundert). Der Ortskern ist geprägt durch zahlreiche Häuser aus dem 16. bis 18. Jahrhundert, die den traditionellen Stil der Haute-Saône zeigen. Besonders erwähnenswert ist das Maison Davadan mit seiner Renaissancefassade. Das Schloss, dessen älteste Teile aus dem 16. Jahrhundert stammen, wurde um 1770 umfassend restauriert.

## Bevölkerung
| Jahr                       | 1962 | 1968 | 1975 | 1982 | 1990 | 1999 |
| Einwohner                  | 577  | 541  | 483  | 511  | 517  | 511  |
| Quellen: Cassini und INSEE |      |      |      |      |      |      |

Mit 454 Einwohnern (1. Januar 2022) gehört Mantoche zu den kleineren Gemeinden des Département Haute-Saône. Den bisherigen Höchststand bezüglich der Einwohnerzahl erreichte Mantoche um 1850 mit rund 1050 Personen. Danach nahm die Bevölkerungszahl bis Mitte des 20. Jahrhunderts deutlich ab. Seit Beginn der 1970er Jahre wurden nur noch relativ geringe Schwankungen verzeichnet.

## Wirtschaft und Infrastruktur
Mantoche war lange Zeit ein vorwiegend durch die Landwirtschaft (Ackerbau, Obstbau und Viehzucht) und die Forstwirtschaft geprägtes Dorf. Heute gibt es verschiedene Betriebe des Klein- und Mittelgewerbes, insbesondere in den Branchen Metallverarbeitung, Feinmechanik und Transportgewerbe. In den letzten Jahrzehnten hat sich das Dorf zu einer Wohngemeinde gewandelt. Viele Erwerbstätige sind deshalb Wegpendler, die in den größeren Ortschaften im Raum Gray oder in der Agglomeration Dijon ihrer Arbeit nachgehen.
Die Ortschaft ist verkehrstechnisch gut erschlossen. Sie liegt an der Hauptstraße D70, die von Gray nach Dijon führt. Durch eine lokale Ortsumfahrung ist das Zentrum vom Durchgangsverkehr entlastet. Weitere Straßenverbindungen bestehen mit Apremont und Nantilly. Mantoche besitzt einen Bahnhof an der Bahnstrecke Gray–Saint-Jean-de-Losne nach Saint-Jean-de-Losne.